# Villargent
Villargent ist eine französische Gemeinde im Département Haute-Saône in der Region Bourgogne-Franche-Comté.

## Geographie
Villargent liegt auf einer Höhe von 286 m über dem Meeresspiegel, vier Kilometer östlich von Villersexel und etwa 26 Kilometer ostsüdöstlich der Stadt Vesoul (Luftlinie). Das Dorf erstreckt sich in der Ebene von Villersexel westlich der Niederung des Ruisseau de Beveuge im Einzugsgebiet des Ognon.
Die Fläche des 2,86 km² großen Gemeindegebiets umfasst einen Abschnitt des Flachlandes bei Villersexel. Der zentrale Teil des Gebietes wird von Süden nach Norden von der Niederung des Ruisseau de Beveuge durchquert, der für die Entwässerung zum Scey sorgt. Diese Talniederung wird auf beiden Seiten von einem Plateau flankiert, das durchschnittlich auf 290 m liegt. Es ist überwiegend von Acker- und Wiesland bestanden, zeigt aber auch einige Waldflächen, besonders im Süden. Westlich des Dorfes wird mit 300 m die höchste Erhebung von Villargent erreicht.
Nachbargemeinden von Villargent sind Beveuge im Norden, Saint-Ferjeux und Belles-Fontaines im Osten, Mélecey im Süden sowie Villers-la-Ville im Westen.

## Geschichte
Im Mittelalter gehörte Villargent zur Herrschaft Grammont, wobei auch das Priorat Marast Grundbesitz im Dorf hatte. Zusammen mit der Franche-Comté gelangte das Dorf mit dem Frieden von Nimwegen 1678 definitiv an Frankreich. Danach war es im 18. Jahrhundert im Einflussbereich der Herren von Grammont, die nun in Villersexel residierten. Seit 2000 ist Villargent Mitglied des 33 Ortschaften umfassenden Gemeindeverbandes Communauté de communes du Pays de Villersexel. Kirchlich gehört der Ort zur Pfarrei Mélecey.

## Bevölkerung
| Jahr                       | 1962 | 1968 | 1975 | 1982 | 1990 | 1999 | 2008 | 2017 |
| Einwohner                  | 95   | 94   | 103  | 96   | 96   | 104  | 106  | 117  |
| Quellen: Cassini und INSEE |      |      |      |      |      |      |      |      |

Mit 115 Einwohnern (1. Januar 2022) gehört Villargent zu den kleinsten Gemeinden des Départements Haute-Saône. Während des gesamten 20. Jahrhunderts bewegte sich die Einwohnerzahl stets im Bereich zwischen 90 und 125 Personen. Die Zahlen stammen aus den Datensätzen von Cassini und INSEE.

## Wirtschaft und Infrastruktur
Villargent war bis weit ins 20. Jahrhundert hinein ein vorwiegend durch die Landwirtschaft (Ackerbau, Obstbau und Viehzucht) geprägtes Dorf. Daneben gibt es heute einige Betriebe des lokalen Kleingewerbes. Mittlerweile hat sich das Dorf auch zu einer Wohngemeinde gewandelt. Viele Erwerbstätige sind deshalb Wegpendler, die in den größeren Ortschaften der Umgebung ihrer Arbeit nachgehen.
Die Ortschaft ist verkehrstechnisch gut erschlossen. Sie liegt an der Hauptstraße, die von Villersexel nach Héricourt führt. Weitere Straßenverbindungen bestehen mit Beveuge und Fallon.